# Indirana gundia
Indirana gundia es una especie de anfibio anuro de la familia Ranixalidae.

## Distribución geográfica
Esta especie es endémica de la India. Se encuentra en:
- el estado de Karnataka en un área pequeña (menos de 100 km²) en un lugar llamado "Gundia, bosque de Kempholey", a una altitud de 200 m en los Ghats occidentales;
- el norte de kerala.[3] Esta especie es terrestre, vive en la selva tropical.

## Etimología
El nombre de su especie, gundia, le fue dado en referencia al lugar de su descubrimiento, un lugar llamado "Gundia, Kempholey Forest".

## Publicación original
- Dubois, 1986 "1985" : Diagnose préliminaire d’un nouveau genre de Ranoidea (Amphibiens, Anoures) du sud de l’Inde. Alytes, vol. 4, n.º 3, p. 113-118.[4]